# County Line (Alabama)
County Line – miasto w Stanach Zjednoczonych, w stanie Alabama, w hrabstwie Blount. W roku 2023 miasto zamieszkiwało 318 osób, a gęstość zaludnienia wynosiła 127,2 osoby/km².